# Thomas Ray (1681-1749)
Thomas Ray, eigenlijk O'Regan (Youghal, 1681 – Oostende, 10 februari 1749) was een Iers ondernemer en stadsbestuurder in Oostende. Hij naturaliseerde zich en was als reder actief in de koopvaardij en in de kaapvaart.

## Leven
Rays vader Charles was een koopman in Youghal, een kustplaats die boter exporteerde naar onder meer Vlaanderen. De antikatholieke repressie van Willem III bracht vanaf 1695 een jakobitische emigratiegolf naar Oostende op gang. Onder de jonge kooplieden die Ierland verlieten, was in 1698 Thomas Ray. Hij had de nodige ervaring opgedaan bij de East India Company. Zijn vader moet hem voldoende middelen hebben meegegeven, want hij werd onmiddellijk zeer actief en trouwde met de burgemeestersdochter Isabella de Duenas.
Tijdens de Spaanse Successieoorlog, onder het Anglo-Bataafs condominium, begon Ray kapersschepen uit te reden. In 1704 kreeg hij drie kapersbrieven, maar alleen het fregat Sint-Mattheus van kapitein Johannes Sabbele werd operationeel, aan de Maasmonding. Enkele jaren later liet hij twee snauwen de Frans-Vlaamse kust afschuimen: L'Aigle onder Jan David en La Gentille onder Joannes Lendersen. Samen brachten ze twintig prijzen op. Hij werkte samen met Champloret Lebrun uit Saint-Malo. 
Daarnaast charterde Ray reguliere koopvaardijschepen. Hij deed aan zouthandel op Frankrijk en Spanje, waar hij contacten onderhield met de Ierse gemeenschappen in Cádiz en Sevilla. Ook met zijn geboorteland deed hij zaken. De ingevoerde koopwaar bestond onder meer uit boter, graan en runderhuiden. Samen met Mattheus de Moor stuurde hij schepen naar Cork, Youghal, Dublin en Waterford. Uit die eerste twee steden liet hij zelfs een handvol schippers overkomen naar Oostende. Met deze Ierse zeelui en Britse paspoorten voer hij in 1713-1718 op Spaanse havens, omdat de Oostenrijkse vlag waaronder de Zuidelijke Nederlanden voortaan ressorteerden, beperkte toegang had. 
Ray was uitgegroeid tot een man van seer grote affaires. Als een van de eersten begon hij vanuit de Vlaamse havens op Oost-Indië te varen. In 1714-1716 ondernam zijn Sint-Mattheus onder kapitein Xavier Sarsfield de reis naar Surat. De winst was groot. Tot het netwerk van Ray behoorden Pieter de Potter, Xavier Sarsfield, Matheus de Moor en Pieter-François Woelaert in Oostende, en Paulo De Kimpe en de gebroeders Maelcamp in Gent. Met Woelaert organiseerde hij in 1719 de reis van de Marquis de Campo naar Surat, investeerde hij rond 1725 in hout-, zalm- en vishandel op Archangelsk, en handelde hij in 1733 in vlas, lijnzaad en rogge op Dublin. In Londen stond Ray op goede voet met kapitalisten als William Leathes, Francis Acton en Edward Gibbon.
Andere reizen die Ray mee financierde:
- de Wirtemberg naar Guangzhou in 1719 onder kapitein Nicolas Funnel
- de Stahremberg naar de Malabarkust en Surat in 1720 onder kapitein Richard Gargan
- de Meerminne, de Stadt Gent en de Graaf van Lalaing (1720)

Op grond van zijn competentie werd Ray in 1723 een van de zeven directeurs van de Oostendse Compagnie. Daarnaast werd hij in Oostende ook schepen (1713-1719) en burgemeester (1728-1738). Als burgemeester liet hij stapelhuizen en kades bouwen. Ook wilde hij persoonlijk investeren in het uitbaggeren van de havengeul, maar dit project werd niet uitgevoerd door gebrek aan regeringssteun. 
In 1744 huwelijkte hij zijn dochter uit aan Cornelis Carpentier. Met zijn schoonvader Nicolaes Carpentier, die leverancier was van het Britse expeditieleger tijdens de Oostenrijkse Successieoorlog, deed hij geweldig goede zaken tijdens deze crisisperiode.

## Familie
Ray was getrouwd met Isabella de Duenas († 1772). Ze hadden een zoon Thomas Ray junior en een dochter.

## Voetnoten
1. ↑  Gijs Dreijer, Een strijd om erkenning. De onderhandelingen over de Oostendse Compagnie (1713–1723), in: Tijdschrift voor Zeegeschiedenis, 2018, nr. 2, p. 47